# تبرپوش
تَبَرپوش (به لاتین: Fasces) جعبه‌ای مدور ساخته‌شده از ترکه‌های متعدد چوب بود که به‌دور دسته یک تبرزین می‌پیچیدند و از آن در زمان روم باستان به عنوان نشان قدرت و جاه و جلال حکم‌گذاران استفاده می‌شد.
تبرپوش توسط محافظان همراه کلانترهاحمل می‌شد. به این محافظان لیکتور گفته می‌شد.
خاستگاه تبرپوش تمدن اتروسکی بود و این سنت از آن تمدن به امپراتوری روم رسید.
ترکه‌هایی که برای ساخت تبرپوش به‌کار می‌رفت معمولاً از چوب توس، و گاه از چوب نارون بود. این ترکه‌ها با تسمه‌هایی به هم بسته می‌شدند. ترکه‌های به‌هم‌بسته تبرپوش نمادی بودند برای «قدرت اتحاد». معنی دیگر ترکه‌ها «قدرت تنبیه» بود و تبرزین درون ترکه‌ها نیز نماد مختار بودن حکم‌گذاران بر مرگ و زندگی رعایا بود. تسمه‌ها هم نشانه‌ای بودند برای «قدرت بازداشت رعایا».
در زمان فرمانروایی حزب فاشیستی موسولینی در ایتالیا نماد تبرپوش در پرچم ایتالیا قرار داده شده بود. واژه فاشیسم نیز برگرفته از واژه رومی فاشیس به معنی تبرپوش است.
تبرپوش به عنوان نماد اتحاد در سده بیستم نمادی برای اتحادیه کارگری کشاورزی و صنعتی در ایتالیا شد و هم‌چنین در ایالات متحده در سنای آن کشور و دیگر اماکن از آن استفاده شده‌است. در ایالات متحده تبرپوش را به عنوان نمادی برای جمهوری‌خواهان می‌دانند.
تبرپوش بر روی پرچم و نشان محله بروکلین نیویورک نیز دیده می‌شود. در این پرچم زنی رداپوش ترسیم شده که تبرپوشی بر دوش خود دارد. بر بالای پرچم هم به هلندی قدیمی نوشته شده‌است «Eendraght Maekt Maght» (اتحاد قدرت می‌آفریند).

## نگارخانه

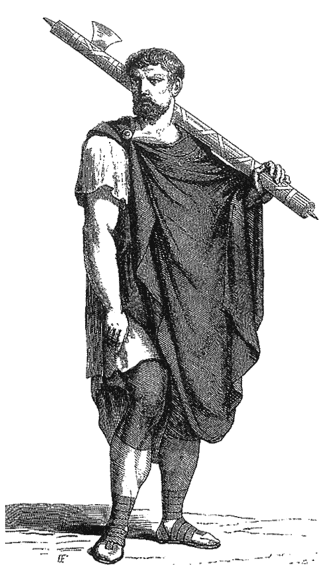
تبردار رومی که تبرپوش بر دوش دارد.
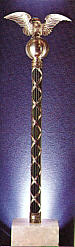
گرز مجلس نمایندگان ایالات متحده که به شکل تبرپوش طراحی شده‌است.
نشان سنای ایالات متحده. در پایین نشان، تبرپوش‌هایی صلیب‌شکل ترسیم شده‌است.
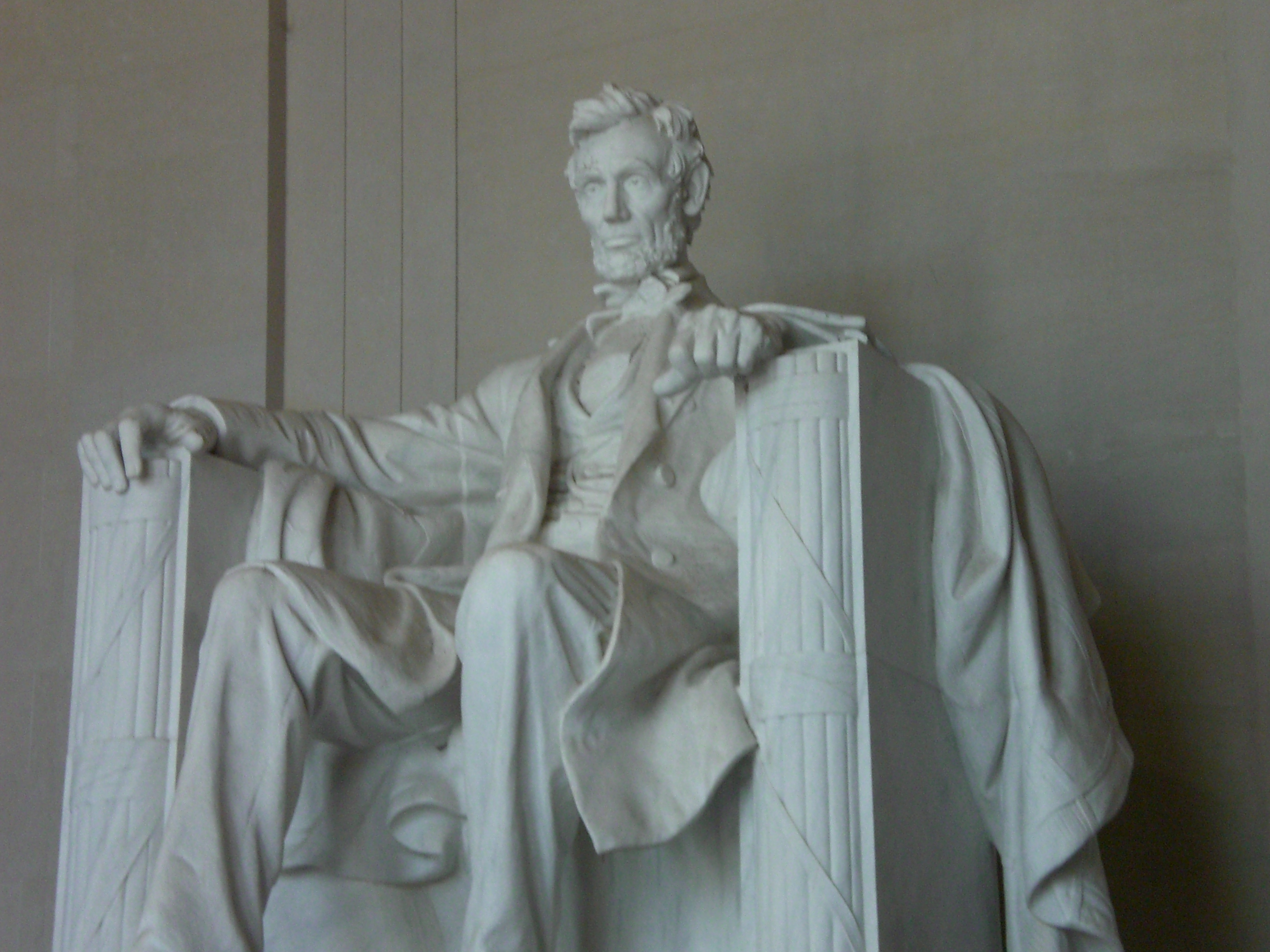
یادبود لینکلن که جلوی صندلی آن به شکل تبرپوش است.
نشان اداره گارد ملی آمریکا.
پرچم بروکلین نیویورک.
نشان ایالت سانکت گالن سوئیس.